# ستيفان نيلسون
ستيفان نيلسون (بالسويدية: Stefan Nilsson)‏ هو لاعب رماية سويدي، ولد في 12 أغسطس 1990.

## وصلات خارجية
- ستيفان نيلسون على موقع الاتحاد الدولي (الإنجليزية)
- ستيفان نيلسون على موقع أوليمبيديا (الإنجليزية)
- ستيفان نيلسون على موقع اللجنة الأولمبية السويدية (السويدية)